# Brouwerij Natachtari
Brouwerij Natachtari is een Georgische brouwerij in het dorp Natachtari, niet ver van hoofdstad Tbilisi. De brouwerij is eigendom van de Efes Beverage Group en produceert het gelijknamige Natakhtari-bier tezamen met enkele andere merken.

## Geschiedenis
Brouwerij JSC Lomisi werd opgericht in 1991 en opende dat jaar een brouwerij in Achalgori, dat in de afscheidingsregio Zuid-Ossetië ligt in een gebied waar de Georgische autoriteiten nog tot 2008 het gezag over uitoefenden. In 2005 bouwde het bedrijf met steun van de Europese Bank voor Wederopbouw en Ontwikkeling een nieuwe brouwerij in het dorp Natachtari. De nieuwe locatie was mede gekozen vanwege de nabijheid van de hoofdstad Tbilisi en de natuurlijke en schone omgeving waar water aan onttrokken wordt om het bier van te brouwen. 
In 2008 nam de Turkse Efes Beverage Group het bedrijf over, waarna er meer investeringen en modernisering volgden. De brouwactiviteiten in de brouwerij Lomisi werden stopgezet en de productie werd volledig overgebracht naar Natachtari. Brouwerij Natachtari bezit in Georgië een marktaandeel van 50% (cijfers 2012).
Sinds 2010 organiseert de brouwerij elk jaar tijdens de zomer in de hoofdstad het Tbilisi Beer Festival.

## Bieren
- Natakhtari
- Mtieli
- Kaiser
- Efes Pilsen
- Miller (onder licentie)

## Limonade
Vanaf 2005 is er ook Natakhtari limonade op de Georgische markt. Deze limonade wordt geëxporteerd naar tientallen landen, waaronder Armenië, Azerbeidzjan, Wit-Rusland, Cyprus, Tsjechië, Duitsland, Griekenland, Israël, Kazachstan, Kirgizië, Letland, Moldavië, Polen, Rusland, Slovakije, Spanje, Tadzjikistan, Turkmenistan, Oekraïne en de Verenigde Staten.